# Hikueru
Hikueru is een bestuurlijke entiteit  (gemeente) van een aantal eilanden die behoren tot de Tuamotuarchipel en tevens de naam van het belangrijkste eiland van dit geheel. Dit eiland is een atol.

## Het eiland

### Geografie
Hikueru ligt 46 km ten noordwesten van Marokau en à 680 km ten oosten van Tahiti. Het is een ovaalvormig atol met een lengte van 15 km en een breedte van 9 km. Het landoppervlak bedraagt 8 km2. Het wateroppervlak van de lagune is 79 km2. Het atol is een koraalrif dat zich vormde rond de top van een kegelvormige vulkaan  van 1665 m hoogte die tussen de 47,6 en 48,6 miljoen jaar geleden is ontstaan.

### Geschiedenis
De eerste Europeaan die melding maakt van het eiland is de Franse ontdekkingsreiziger Louis Antoine de Bougainville in 1768. Hij noemde het eiland d'île Melville. In januari 1903 werd het eiland verwoest door een tropische cycloon, die golven van 12 meter hoogte veroorzaakte en waardoor 377 personen het leven lieten.
De belangrijkste plaats is Tupapati in het noordwesten van het atol. Naar Polynesische maatstaven staat daar een grote, uit koraalkalksteen opgetrokken, kerk die in 1961 is gerestaureerd. Sinds 2010 is er een luchthaven met een start- en landingsbaan van 1400 meter. De luchthaven werd aangelegd door het Franse vreemdelingenlegioen. Hierdoor werd het toerisme bevorderd. Tijdens de zonsverduistering van 11 juli 2010 kwam het eiland plotseling in de belangstelling omdat het eiland het dichtst lag bij het punt van de maximale totaliteit (duur van 4 min en 20 s) van deze zonsverduistering.

## De gemeente Hikueru

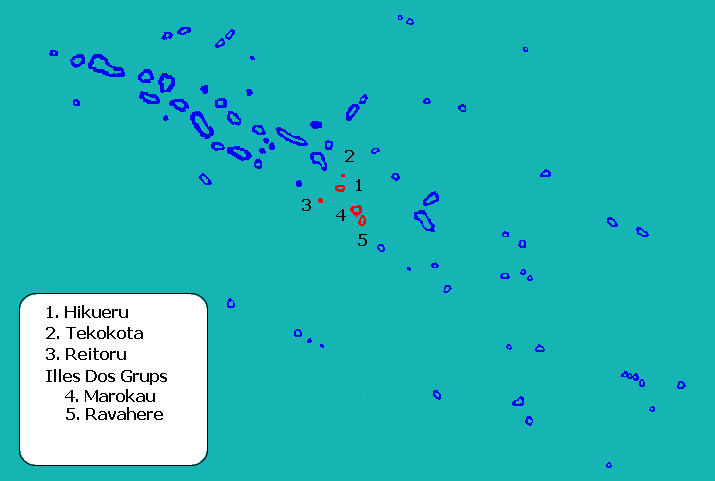
Positie van Hikuerui (1) binnen de Tuamotueilanden

De gemeente Hikueru bestaat uit vijf atollen die bestuurd worden vanuit twee deelgemeenten (communes associées):
In het noordwesten de deelgemeente Hikueru met drie verschillende geïsoleerd liggende atollen:
- (1) Het atol Hikueru (in 2012 met 150 permanent verblijvende inwoners)
- (2) Tekokota, een klein, niet permanent bewoond atol.
- (3) Reitoru, eveneens een niet permanent bewoond atol

In het zuidoosten de deelgemeente Marokau, dat bestaat uit 2 dicht bij elkaar gelegen atollen: de Îles Deux Groupes :
- (4) Marokau is hiervan het grootste atol met in 2012 91 inwoners.
- (5) Ravahere, een niet permanent bewoond atol dat ten zuidoosten ligt.

In 2017 woonde er in deze gemeente in totaal 275 inwoners.